# Palm Centro

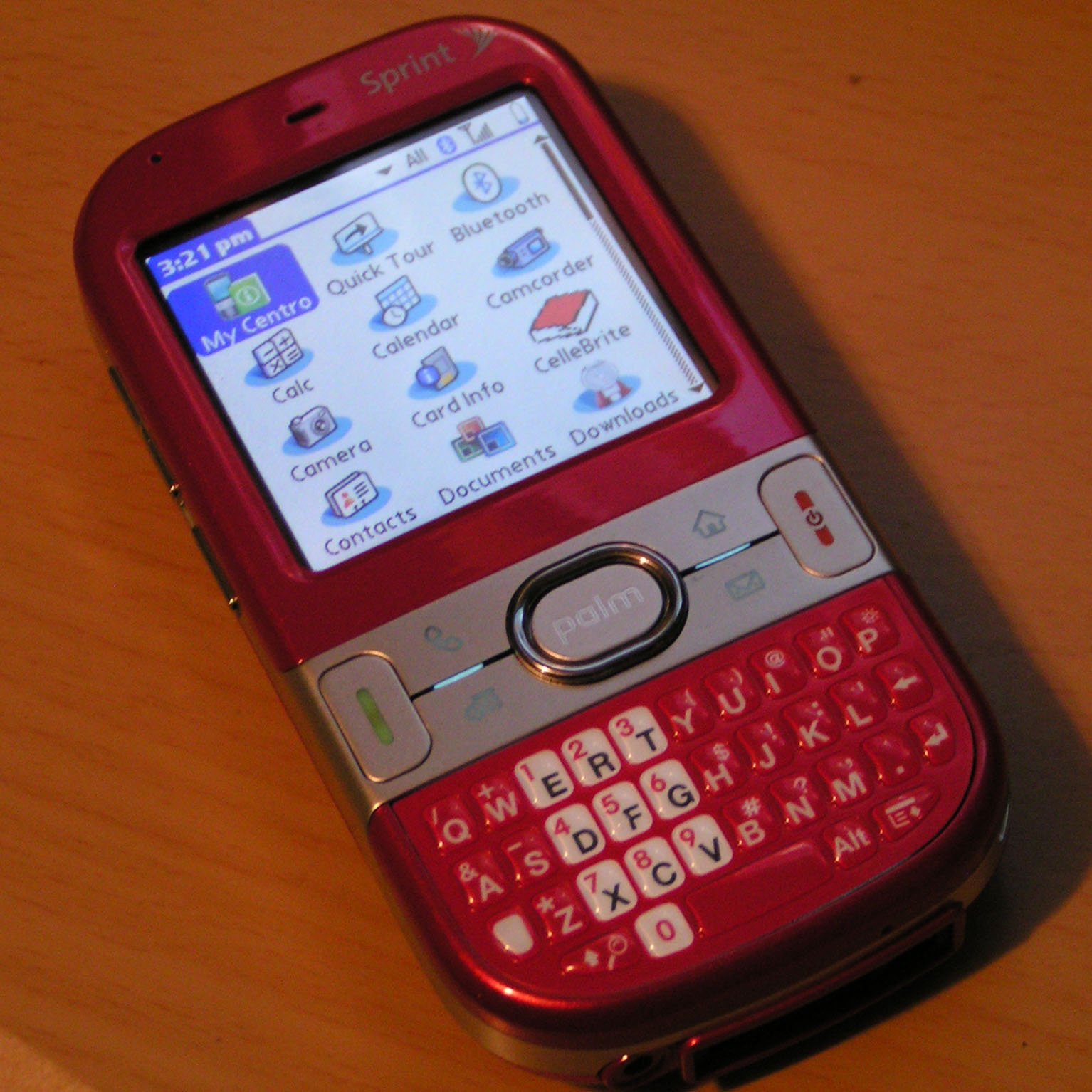
Palm Centro.

Palm Centro é um smartphone da Palm, Inc. (hoje HP Palm), lançado em 14 de outubro de 2007 com a finalidade de atrair os jovens consumidores. O diferencial desse smartphone é o baixo preço e o fato de já vir com comunicadores instantâneos habilitados, câmera de 1.3 megapixel e todos os recursos de um palm da linha Palm Tungsten.
Oferecia a funcionalidade do maior Treo 755p em um tamanho menor.